# 卡亚尼机场
卡亚尼机场（芬蘭語：Kajaanin lentoasema，IATA：KAJ，ICAO：EFKI），是芬兰共和国奥卢省卡亚尼市的一座机场，距市区8千米。机场有一条跑道，长宽为2500米×45米。2007年旅客运输量为9.1万人次。
卡亚尼机场现有芬兰航空经营的定期客运航班，通往首都赫尔辛基。Oulun Tilauslento Oy公司经营包机、货运及救援飞机，通达斯堪的纳维亚、波罗的海国家以及科拉半岛。